# معركة بارجال (2007)
معركة بارجال هي معركة خلال الحرب في الصومال وقعت في يونيو 2007 حول بلدة بارجال في مقاطعة باري الشمالية في منطقة أرض البنط شبه المستقلة بالصومال.

## المعركة
وفي 30 مايو وصل ما بين 12 و35 مقاتلاً إسلاميًا مدججين بالسلاح في زورقين للصيد من جنوب الصومال واشتبكوا مع القوات المحلية، وفي 1 يونيو قصفت سفينة حربية تابعة للولايات المتحدة التلال حول بلدة بارجال. ووفقًا لحكومة إقليم أرض البنط، فقد قتل في هذه المعركة ما يصل إلى اثني عشر مقاتلاً من بينهم مسلحون صوماليون، وأصيب خمسة جنود حكوميين.